# Лиманське (Павлоградський район)
Лима́нське — село в Україні, у Павлоградському районі Дніпропетровської області. Входить до складу Межиріцької сільської громади. Населення за переписом 2001 року становить 217 осіб.

## Географія
Село Лиманське знаходиться на правому березі річки Березнегувата, вище за течією на відстані 1,5 км розташоване село Максимівка (Синельниківський район), нижче за течією на відстані 5,5 км розташоване село Новоолександрівське. Річка в цьому місці пересихає. Через село проходить автомобільна дорога Т 0426.

## Історія
Станом на 1886 рік в селі Карабинівської волості мешкала 571 особа, налічувалось 91 дворове господарство, лавка.
До 2017 року орган місцевого самоврядування — Карабинівська сільська рада. 

## Населення

### Мова
Розподіл населення за рідною мовою за даними перепису 2001 року:
| Мова       | Кількість | Відсоток |
| ---------- | --------- | -------- |
| українська | 207       | 95.39%   |
| російська  | 6         | 2.77%    |
| вірменська | 4         | 1.84%    |
| Усього     | 217       | 100%     |